# Muthspitze
De Muthspitze (Italiaans: Punta di Motta) is een 2264 meter hoge berg in de Ötztaler Alpen in het Italiaanse Zuid-Tirol.
De bergtop ligt in het noordoostelijke deel van de Texelgroep, een subgroep van de Ötztaler Alpen, tussen het Passeiertal en het einde van het Pfelderer Tal in. De berg ligt oostnoordoostelijk van de Kolbenspitze, enkele kilometers ten westen van Sankt Martin in Passeier. De berg wordt vaak beklommen in de tocht via de Ulfasalm over de oostelijke kam naar de top van de Kolbenspitze.